# Непша, Евгений Петрович
Евгений Петрович Непша (род. 7 апреля 1974, Тюкалинский район, Омская область, СССР) — российский марафонец и сверхмарафонец, спортивный тренер и преподаватель. Чемпион России по суточному бегу (2002, в составе команды Омской области). Чемпион и призёр кубка России по суточному ориентированию. Кандидат в мастера спорта по лёгкой атлетике и зимнему полиатлону. Преподаватель кафедры теории и методики адаптивной физической культуры Сибирского государственного университета физической культуры и спорта. Участник не менее 37 марафонов и не менее 10 сверхмарафонов.

## Биография
Родился 7 апреля 1974 года в Тюкалинском районе. В 1986 году, за неделю до своего двенадцатого дня рождения, посмотрев фильм «Не отступать и не сдаваться», решил начать заниматься спортом. Попросив в библиотеке книги по спорту, получил книги по бегу.
Проходил обучение по специальности «Физическая культура» в Саргатском педагогическом училище, которое и окончил в 1995 году с получением квалификации «Учитель физической культуры». Проходил заочное обучение по специальности «Физическая культура и спорт» в Сибирской государственной академии физической культуры и спорта, которую и окончил в 1998 году с получением квалификации «Преподаватель физической культуры».
С 1996 года начал ежегодно принимать участие в Сибирском международном марафоне (SIM). В 1997 году организовал в Тюкалинском районе клуб любителей бега. Когда в 1998 году, во время участия в SIM, его сын, которому было тогда 1,4 года, расплакался, Евгений посадил его себе на плечи и финишировал вместе с ним. Какое-то время фотография спортсмена, финишировавшего с сыном на плечах, была очень популярна в Омской области.
В период с 2000 по 2014 годы принял участие в восьми соревнованиях по суточному бегу (сверхмарафону) по стадиону с лучшим результатом 212 100 (212 056) метров, показанным в 2005 году.
В 2020 году собирался принять участие в юбилейном для себя 25-м Сибирском международном марафоне, но соревнование было отменено из-за коронавирусной инфекции.
По состоянию на 2022 год является преподавателем кафедры теории и методики адаптивной физической культуры Сибирского государственного университета физической культуры и спорта, где ведёт дисциплины: «Адаптивная двигательная рекреация», «Адаптивный спорт», «Волонтёрское движение», «Организация программы SpecialOlympics», «Физическая культура», «Физическая подготовка».
По состоянию на 2022 год является кандидатом в мастера спорта по лёгкой атлетике и зимнему полиатлону. Является чемпионом и призёром кубка России по суточному ориентированию. За свою спортивную карьеру принял участие в 37 марафонах (по другим сведениям — в 46 или 47).

## Соревнования по сверхмарафону
8—9 мая 2000 года принял участие в открытом чемпионате России по суточному бегу, проходившем в Москве на стадионе «Октябрь». Пробежав 130 638 метров, занял 28-е место среди мужчин в индивидуальном зачёте (2-е место в возрастной группе 18—29 лет).
10—11 мая 2002 года принял участие в открытом чемпионате России по суточному бегу, проходившем в Москве на стадионе «Октябрь». Пробежав 191 797 метров, занял 17-е место среди мужчин в индивидуальном зачёте (2-е место в возрастной группе 18—29 лет), а также 1-е место в командном зачёте (в составе команды Омской области).
10—11 мая 2003 года принял участие в открытом чемпионате России по суточному бегу, проходившем в Москве на стадионе «Октябрь». Пробежав 80 000 метров, занял 51-е место среди мужчин в индивидуальном зачёте (3-е место в возрастной группе 20—29 лет).
6—7 сентября 2003 года принял участие в чемпионате России по суточному бегу по шоссе, проходившем в Санкт-Петербурге. Пробежав 188 100 метров, занял 14-е место среди мужчин в индивидуальном зачёте.
7—8 мая 2005 года принял участие в открытом лично-командном чемпионате России по суточному бегу, проходившем в Москве на стадионе «Лужники». Пробежав 212 056 метров, занял 6-е место среди мужчин в индивидуальном зачёте (2-е место в возрастной группе 30—34 лет).
2—3 сентября 2006 года принял участие в чемпионате России по суточному бегу по шоссе, проходившем в Санкт-Петербурге. Пробежав 201 910 метров, занял 20-е место среди мужчин в индивидуальном зачёте.
22—24 мая 2009 года принял участие в чемпионате России по суточному бегу, проходившем в Москве на стадионе «Янтарь». Пробежав 160 800 метров, занял 16-е место среди мужчин в индивидуальном зачёте. Его тренерами были И. Ф. Тюпин и О. М. Журавская.
22—23 мая 2010 года принял участие в чемпионате России по суточному бегу, проходившему в Москве на стадионе имени братьев Знаменских. Пробежав 90 800 метров, занял 25-е место среди мужчин в индивидуальном зачёте. Его тренерами были О. М. Журавская и И. Ф. Тюпин.
12—13 мая 2012 года принял участие в чемпионате России по суточному бегу, проходившему в Москве в Олимпийском центре имени братьев Знаменских. Пробежав 103 200 метров, занял 34-е место среди мужчин в индивидуальном зачёте. Его тренером была О. М. Журавская.
9—10 мая 2014 года принял участие в чемпионате России по суточному бегу, проходившему в Москве в учебно-спортивном комплексе «Искра». Пробежав 156 400 метров, занял 24-е место среди мужчин в индивидуальном зачёте. Его тренерами были М. В. Романенко и О. М. Журавская.